# 2004년 남아시아 경기 대회
2004년 남아시아 경기 대회는 2004년 3월 29일부터 4월 7일까지 파키스탄 이슬람 공화국의 이슬라마바드에서 열린 대회이다.

## 메달 집계
| 순위 | 국가       | 금메달 | 은메달 | 동메달 | 합계 |
| ---- | ---------- | ------ | ------ | ------ | ---- |
| 1    | 인도       | 103    | 57     | 22     | 182  |
| 2    | 파키스탄   | 58     | 55     | 50     | 163  |
| 3    | 스리랑카   | 17     | 32     | 57     | 106  |
| 4    | 네팔       | 7      | 6      | 20     | 33   |
| 5    | 방글라데시 | 3      | 13     | 24     | 40   |
| 6    | 부탄       | 1      | 3      | 2      | 6    |
| 7    | 몰디브     | 0      | 0      | 0      | 0    |

## 같이 보기
- 남아시아 경기 대회